# Angaria carmencita
Angaria carmencita is een slakkensoort uit de familie van de Angariidae. De wetenschappelijke naam van de soort is voor het eerst geldig gepubliceerd in 2007 door Günther.